# 여장부
"여장부"는 1964년 공개된 대한민국의 영화이다.

## 배역
- 신영균
- 도금봉
- 전계현